# 磷酸一氢钠
磷酸一氢钠、磷酸氢二钠、磷酸氢钠，化学式为Na2HPO4，是磷酸生成的钠盐酸式盐之一。它为易潮解的白色粉末，可溶于水，水溶液呈弱碱性。磷酸一氢钠用作软水剂及食品工业中的添加剂。
它有很多水合物：
- 无水物—Na2HPO4
- 二水物—Na2HPO4·2H2O
- 七水物—Na2HPO4·7H2O
- 十二水物—Na2HPO4·12H2O

它可由氢氧化钠和磷酸以固定计量比中和生成：
2NaOH + H3PO4 → Na2HPO4 + 2H2O
它在240℃以上失水，分解为焦磷酸钠。